# 曼谷—廊开高速铁路
曼谷－廊开高速铁路（ระบบรถไฟความเร็วสูงเพื่อเชื่อมโยงภูมิภาค ช่วงกรุงเทพมหานคร - หนองคาย），通称中泰铁路（意为“泰中高速度火车（东北线）”）或泰国东北高铁是泰国在建的高铁，也将是泰国的第一条高速铁路，是泛亚铁路东南亚段中段的组成部分。一期工程在曼谷和呵叻之间，计划于2026年开放。二期工程計劃於2030年開通至廊开。

## 历史
东北高铁项目是泰国的四条高铁系统路线之一，旨在使企业与城市之间快速连接。自2010年阿披实·威差奇瓦被任命为总理以来，该项目就开始研究。内阁当时与中国政府签署了一项谅解备忘录，以研究合作项目的可行性。中国希望在泰国建设一条高速铁路，以连接中国老挝的高铁（昆明-万象），这将创造一条丝绸之路。新“ 一带一路”倡议将把中国、老挝、马来西亚和越南等国家与泰国连接在一起。投资额上限为1800亿泰铢，其中泰国政府将投资51％，中国政府将投资49％。但是自政府宣布解散议会以来，合同没有进展。
2013年晚些时候，英拉·西那瓦成为总理，该项目的研究再次进行了审查，并将伊桑（Isan）和东方（Eastern）作为经济发展和国际关系的两条试验路线之一推出。后来，中国政府提出了投资100％的计划，以获得泰国国家铁路公司50年的项目管理特许权。然而，在2014年，全国和平与秩序委员会发生政变，改變了政治結構，從而导致高铁路线和各种电动火车系统的研究项目停止。
2014年11月，泰国政府再次与中国政府签署了谅解备忘录，在一年内共同研究伊桑高铁系统的建设准则，两国政府共同组建合资企业，担任该项目的中介人。中国政府将代表采购合适的系统，从服务之日起的前三年内，进行商业和维护，在第7年全面运营之前的4-6年内，将知识，运营，维护和其他相关任务转移给泰国国家铁路。后来两国政府签署了正式合作协议，具有以下条件的框架：
1. 泰国政府将是所有土建工程的唯一经营者，限额为1790亿泰铢；
2. 泰国政府将在铁路沿线开发一个商业区，以提供该国境内的现金流；
3. 建筑承包商必须是在泰国注册的法人；
4. 建筑材料将主要使用泰国国内材料；
5. 建筑工人必须是泰国国民，禁止从中国进口劳工，但在特殊情况下允许中国公民的建筑师和工程师。

该项目建造总长达845公里的双轨铁路线，可覆盖曼谷-耿奎-呵叻-廊开线，以及耿奎-马普达普线，分为四个运营阶段，于2017年12月20日开始建设。第一份合同包括从Klong Dan到Pang Asok的3.5公里路段，预算为3.71亿泰铢，比初始预算减少了9％。由于泰国资金不足和中泰之间未能就贷款达成协议，耿奎-马普达普线被取消。技术标准从180公里／时的客货共线改为250公里／时的客运专线
泰国运输部长在2018年2月表示，第一阶段的合同从曼谷到呵叻的253公里路段，将于2018年5月签发。第二份合同将涵盖从锡基奥到库奇的11公里路段。通往呵叻的第一阶段已分为14个合同，其中3-7号合同将于2018年6月招标，而8-14号合同将在2018年底之前招标。
2022年7月6日，中泰铁路合作项目一期工程首座特大桥，松嫩特大桥的架设工作全部完成。截止2022年12月，一期共完成16％，10个标段在建，1个完成，3个未开工。二期工程已完成环境评估，等待泰国内阁批准。工程延期的原因是泰国政府部门之间缺乏协调，大城府由于拥有联合国世界文化遗产（UNESCO ）地位，火车站设计仍然未定案，4-5标段无法开工；4-1标段与机场高速铁路重叠，交给Asia Era集团总包，由于泰国铁路局未完成交地，故未开工；3-1标段还在进行司法程序，故未开工。另有部分沿线居民主张对设计进行修改。
3-1标段中标价约21亿元，项目于2019年5月14日开标，因最低报价公司BPNP公司违反招标要求，泰国国家铁路局于2020年9月15日公示中铁十局联营体中标该标段。随后BPNP向投标组织机构财政部审计总署申诉，审计总署给出泰国首例特例豁免，建议泰铁忽略相关违法情节授标给BPNP公司。在此情况下中铁十局据理力争第一时间向泰国行政法院提起上诉，直指泰国审计总署滥用权力特例豁免违法。经过行政法院中院及最高院两年半的反复审理复核，2023年1月10日，泰国行政法院最高院正式宣判，BPNP公司特例豁免违法，中铁十局上诉成立。本案件也是2017年泰国政府采用电子竞标以来首例外资企业挑战泰国政府行政命令成功的案例。

## 车辆
曼谷廊开高速铁路将采用中国中车生产的复兴号CR300AF型电力动车组，最高时速为300公里，在泰国将以250公里时速运营。

## 线路
曼谷廊开高速铁路是一个电动火车系统，在整个项目中都有地面和高架结构。有支持从北部郊区，曼谷北部以及北部和东北部邻近省份旅行的路线。迅速进入市中心 线路路径从 曼谷阿批瓦车站 在与东部高速铁路线相同的路线上向北直行。 素万那普机场铁路 然后沿着北部火车线一直行驶直到 班帕奇路口该路线将改道使用东北铁路线，一直到耿奎站。将是在北柳府站与东线连接的一个交叉路口 之后，向东北行驶，并在呵叻府站结束交叉路口。位于呵叻府的同一地区 第一阶段总距离253公里，运行1小时30分钟。从那里开始，该路线将向北行驶，通过博雅，班排，孔敬，乌隆，廊开到达老挝，在廊开结束，全长617公里，距那空叻差2小时15分钟，距曼谷3小时45分钟。

## 项目类型
- 這是重型铁路运输系统
- 铁路的运行路径大多数路径都在地面上。穿过城市时处于高海拔时期 除挽賜中央站-廊曼-Ban Phachi时期 这是一条高架火车，它一直是高铁东，北之间的联合路线，一直高高20米
- 該轨道尺寸為1.435米，高压电缆与轨道平行。电动火车系统使用Pantothraf从顶部接收电力的方法。
- 该车是宽度为2.8-3.7米，长20米，高3.7米的空调车，每列火车每列可容纳600人，每列火车可容纳3-10辆车，每个方向每小时可容纳50,000名乘客。
- 該鉄路系統會将信号系统与控制中心的自动系统一起使用。并使用自动收费系统

### 维修中心和公交控制中心
该项目在Chiang Rak Noi街道设有大型维护中心和整个系统控制中心 邦潘 大城府帕那空 除挽賜中央站-廊曼区间外，该系统将撤回以由Eastern Line的私人服务提供商控制

### 车站
总共有9个站，包括8个航站楼和1个高程站。
车站構造
每個车站长约210 米，最多可容纳8辆电动火车，其设计目的是避免地下和地面上的公用事业。并尽可能保持土壤表面状况 铁路上有支柱。

### 电动火车
电动车的速度
该项目中使用的电动火车是高速电动火车。最高时速达每小时250公里，但扳手的速度为40-60公里/小时。并以25公里/小时的速度进入维修中心的扳手
火车风格
东北高铁项目 请使用中车公司生产的CR300AF“复兴号”，最高时速为250公里/小时）。

## 车站和中转站清单
| 車站代碼                | 站名                  | 車站類型      | 月台形式      | 備註          | 可轉乘路線                                                       |
| 挽苏-那空叻差           | 挽苏-那空叻差         | 挽苏-那空叻差 | 挽苏-那空叻差 | 挽苏-那空叻差 | 挽苏-那空叻差                                                    |
| ----------------------- | --------------------- | ------------- | ------------- | ------------- | ---------------------------------------------------------------- |
| HNE1                    | 阿皮瓦曼谷            | 客运大楼      | 中央岛式月台  |               | 曼谷近郊铁路暗红线、曼谷近郊铁路浅红线、曼谷地鐵藍線、三机场高铁 |
| HNE2                    | 廊曼站                | 高架          | 侧式月台      |               | 曼谷近郊铁路暗红线、廊曼國際機場                                 |
| HNE3                    | 大城                  | 客运大楼      | 中央岛式月台  |               |                                                                  |
| HNE4                    | 北標                  | 客运大楼      | 中央岛式月台  |               | 东北线 三机场高铁連接線                                          |
| Muak Lek-Kaeng Khoi隧道 |                       |               |               |               |                                                                  |
| 山桥大桥-林塔洪         |                       |               |               |               |                                                                  |
| HNE5                    | 巴衝                  | 客运大楼      | 侧式月台      |               |                                                                  |
| HNE6                    | 呵叻                  | 客运大楼      | 侧式月台      |               |                                                                  |
| 呵叻-廊开（高铁二期）   |                       |               |               |               |                                                                  |
|                         | 博雅高铁站（Bua Yai)  |               |               |               |                                                                  |
|                         | 班排高铁站（Ban Phai) | 客运大楼      | 侧式月台      |               | 新建米轨延伸至那空帕农                                           |
|                         | 孔敬高铁站            |               |               |               |                                                                  |
|                         | 乌隆                  | 客运大楼      | 侧式月台      |               |                                                                  |
|                         | 廊开（边境）          | 客运大楼      | 侧式月台      |               |                                                                  |
|                         |                       |               |               |               |                                                                  |
|                         |                       |               |               |               |                                                                  |

## 施工合同
| 诺言 | 工作                                                                                             | 价值 （百万泰铢）                                                                                                  | 投标人 | 注意 |
| ---- | ------------------------------------------------------------------------------------------------ | --- | --- | --- |
| 1-1  | 在3.5 公里的距离上， 在东阿索克建造一条中层公路                                                  | 425 | 公路部 | |
| 2-1  | Sikhiu-Kudchik，距离11公里的地下建筑                                                             | 3,115 | 土木工程有限公司                                                                                                   | |
| 3-1  | 距离30.21公里的耿奎-克朗东和庞阿索-班戴玛的道路建设和高架结构                                    | 9,330 | 意泰工程有限公司-中国中铁联合体                                                                                    | |
| 3-2  | Muak Lek-Lam Takhong Section的山区隧道建设，距离12.23公里                                        | 4,729.3 | Nawarat Patanakarn PCL。                                                                                           | |
| 3-3  | 建造马的高架结构-林大冲楼梯，26.10公里，包括北冲站的建设。                                       | 9,838 | 坤通工程有限公司                                                                                                   | |
| 3-4  | 林达洪-西吉和库奇克- 胡克·克鲁恩的道路建设和高程结构距离37.45公里                                | 9,788 | BPNP Co.，Ltd. | |
| 3-5  | Khok Kruat-Nakhon Ratchasima的道路建设和高程结构，其距离13.69公里，包括Nakhon Ratchasima站的建设 | 7,750 | 纳帕建设有限公司                                                                                                   | |
| 4-1  | 曼谷中央车站（又名：阿批瓦车站／邦肆车站）（11公里）-廊曼机场，距离11.83公里，包括廊曼机场站的   | 包括三个连接机场的投标人的土建工程（Chorakarn Public Company Limited的东高速铁路林山姆机场机场有限公司）作为经营者 | 包括三个连接机场的投标人的土建工程（Chorakarn Public Company Limited的东高速铁路林山姆机场机场有限公司）作为经营者 | 包括三个连接机场的投标人的土建工程（Chorakarn Public Company Limited的东高速铁路林山姆机场机场有限公司）作为经营者 |
| 4-2  | 廊曼机场-那瓦那空，距离21.80公里                                                                 | 8,626 | SHP合资企业 （中国水电.，萨哈坎工程师有限公司，Thipakorn Co.，Ltd.）                                               | |
| 4-3  | 那瓦那空-班坡，23公里                                                                            | 11,525 | CS-NWR-AS合资企业 （中国建筑股份有限公司-工程公司，纳瓦拉特有限公司-AS工程公司（1994）                             | |
| 4-4  | 清拉内机务段                                                                                     | 6,514.4 | 意泰工程公司。发展历程                                                                                             | |
| 4-5  | 班坡-帕缴的正线，全长13.30公里，包括大城府站的建设。                                             | 9,913 | | |
| 4-6  | 帕缴-沙拉武里的正线，31.6公里                                                                    | 9,429 | 独特工程建设有限公司                                                                                               | |
| 4-7  | 在沙拉武里（北标）-耿奎，全长12.99公里，其中包括新沙拉武里（北标）高铁站的建设，新耿奎火车站     | 8,560 | 土木工程有限公司                                                                                                   | |